# رالف باراهونا
رالف باراهونا (بالإنجليزية: Ralph Barahona)‏ هو لاعب هوكي جليد أمريكي، ولد في 16 نوفمبر 1965 في لونغ بيتش في الولايات المتحدة.

## وصلات خارجية
- رالف باراهونا على موقع دوري الهوكي الوطني (الإنجليزية)
- رالف باراهونا على موقع قاعة مشاهير الهوكي (لاعب أن.إتش.أل) (الإنجليزية)
- رالف باراهونا على موقع EliteProspects.com (الإنجليزية)
- رالف باراهونا على موقع HockeyDB.com (الإنجليزية)
- رالف باراهونا على موقع Hockey-Reference.com (الإنجليزية)